# یعقوب مهرنهاد
یعقوب مهرنهاد (زادهٔ ۱۳۵۸ زاهدان، اعدام ۱۴ مرداد ۱۳۸۷ زندان زاهدان) روزنامه‌نگار (خبرنگار و سرپرست روزنامه مردمسالاری در سیستان و بلوچستان)، فعال مدنی و دبیر انجمن جوانان صدای عدالت در زاهدان و از اعضای حزب اعتماد ملی و حزب مرز پرگهر بود.
مهرنهاد در اردیبهشت ۱۳۸۶ توسط وزارت اطلاعات دستگیر و پس از مدتی بازداشت و محاکمه‌ای مخدوش ۱۴ مرداد ۱۳۸۷ به‌طور غیرمنتظره‌ای در محوطه زندان زاهدان بدار آویخته شد. (خانواده نامبرده) برخی فعالان دانشجویی و سیاسی در استان، وی را وجه‌المصالحه میان وزارت اطلاعات و عبدالمالک ریگی رهبر جندالله دانستند. اعدام وی هیچ واکنش نظامی از سوی جندالله در پی نداشت.

## فعالیت‌ها
یعقوب مهرنهاد ضمن فعالیت‌های اجتماعی و فرهنگی، وهنری در یک دوره انتخابات شوراها نیز نام‌نویسی کرد که رد صلاحیت گردید. که با اعتراضات گسترده هوادارانش همراه بود که وی طی بیانیه‌ای طرفدارانش را به خویشتن داری دعوت نمود.

## دستگیری
یعقوب مهرنهاد با برخی از رهبران اپوزیسیون بلوچ از جمله عبدالقادر از حزب دموکرات بلوچستان و آقای بلیده از جبهه متحد بلوچ در دبی دیدار داشته‌است. وی در عین تلاش برای دفاع از حقوق اهل سنت و اعتراض به عدم پذیرش آنان و وضعیت وخیم بلوچستان مایل به مطرح کردن خود نبوده‌است. گفته می‌شود پس از آگاهی رهبران بلوچ از تماسهایی که وی با سایر رقبایشان داشته‌است و آنان را دور زده‌است، وی را لو داده و عبدالمالک ریگی فیلم دیدار خود با یعقوب مهرنهاد را برای وزارت اطلاعات ایران فرستاده‌است. (این مورد توسط خانواده نامبرده تکذیب گردیده‌ ومستدل نبوده‌است) برادر وی ابراهیم مهرنهاد نیز برای مدت سه سال زندانی گردید.

## اتهام
اتهام یعقوب مهرنهاد پس از اعدام «محاربه و فساد فی الارض» از طریق راه اندازی تشکل مدنی ووبلاگنویسی اعلام گردید. به گفته خانواده وی و فعالان دانشجویی وی در دادگاه قانونی محاکمه نشده و از داشتن وکیل محروم بوده‌است. برخی وی را متهم کرده‌اند که قصد راه اندازی تلویزیون ماهواره‌ای برای بلوچستان را داشته‌است. اتهامیکه با توجه به موقعیت منطقه و عدم برخورداری وی از دادگاه عادلانه بعید به نظر می‌رسد.
اعدام وی کاملاً غیرمنتظره بود، با توجه به سوابق فعالیت‌های وی و رایزنی‌های صورت گرفته قرار بود که وی به حبس محکوم شود و در آخر لیست اعدامی‌های سیستان و بلوچستان قرار داشت. اما بناگاه خبر اعدام او به همراه عبدالناصر طاهری اعلام گردید. اعدام وی مصادف با گروگانگیری ۱۶ نفر از پرسنل و سربازان یک پاسگاه در سراوان توسط گروه جندالله بود. این گروه خواهان آزادی ۲۰۰ تن از دستگیر شدگاه خود بود و پس از مخالفت دولت ایران با آزادی آنان سربازان را کشت. (تا هنگام اعدام یعقوب مهرنهاد ۶ سرباز و افسر کشته شده بودند).

## بازتابها
اعدام یعقوب مهرنهاد با واکنش تند نهادهای حقوق بشر مواجه شد. به‌گفته خبرنامه امیرکبیر اعضای خانواده وی اعتقاد داشتند که وی پیش از اعدام به شدت شکنجه شده بود و اعدام زودهنگام به‌علت جلوگیری از افشای شکنجه‌ها و وخیم‌تر شدن وضعیت جسمانی وی بوده‌است.
حزب مردمسالاری که یعقوب مهرنهاد خبرنگار و سرپرست روزنامه آن در استان سیستان و بلوچستان بود و همچنین جندالله که وی متهم به همکاری با آن شده بود، در برابر اعدام او سکوت کردند.
حزب مرزپرگهر یکی از تنها گروه‌هایی بود که به شدت در مقابل اعدام مهرنهاد موضع‌گیری کرد و برنامه‌ها واعلامیه‌های متعددی هم صادر کرد: برنامه تلویزیونی حزب مرزپرگهر دربارهٔ اعدام یعقوب مهرنهاد در یوتیوب